# Hans Oswald Rosenberg
Hans Oswald Rosenberg (18 de mayo de 1879 – 26 de julio de 1940) fue un astrónomo alemán. Trabajó en la Universidad de Tubinga antes de perder su trabajo en la Alemania nazi por tener ascendencia judía. Luego se mudó a los Estados Unidos  y luego a Turquía. Estudió las correlaciones entre espectros y magnitud y produjo un precursor del diagrama de Hertzsprung-Russell en 1910 utilizando estrellas a distancias similares dentro del cúmulo de las Pléyades.

## Biografía
Rosenberg nació en Berlín, hijo del banquero Hermann y su esposa Else, de soltera Dohm. Hedwig Pringsheim (1855-1942) era una tía materna que se había casado con el matemático Alfred Pringsheim. Después de estudiar en el Friedrich Wilhelm Gymnasium de Berlín, fue a estudiar ciencias a Múnich (donde Pringsheim era profesor) y Berlín, seguido de un doctorado en la Universidad de Estrasburgo con Ernst Becker estudiando la estrella variable χ Cygni. Luego trabajó como asistente de Karl Schwarzschild en la Universidad de Tubinga. Se convirtió en director del observatorio allí. Comenzó a experimentar en fotometría y la medición del brillo de las estrellas utilizando mediciones fotoeléctricas. En 1926 se convirtió en profesor en la Universidad de Kiel. Participó en expediciones para rastrear eclipses solares totales desde Tailandia y Suecia. Con el ascenso del poder nazi, inicialmente se le permitió enseñar a pesar de que tenía ascendencia judía (la familia se había convertido al protestantismo), ya que había servido en la Primera Guerra Mundial; sin embargo, esto cambió en 1933 cuando se vio obligado a tomar una licencia. En 1934 se le permitió viajar a los Estados Unidos, donde comenzó a enseñar en la Universidad de Chicago y a trabajar en el Observatorio Yerkes con Otto Struve. Su puesto en Kiel fue terminado oficialmente en mayo de 1935. En 1938 emigró a Turquía, trabajó en la Universidad de Estambul, sucediendo a Erwin Freundlich . Trabajó en Estambul hasta su muerte por golpe de calor. [ 3 a]
Rosenberg se casó con Verena Borchardt (1882-1954), hermana menor del poeta Rudolf Borchardt . Tuvieron tres hijos y dos hijas, entre ellas Eva Maria Borer (1905-1987), que se convirtió en periodista.